# Zunft zur Waag

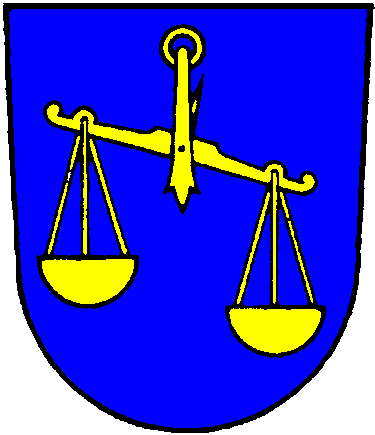
Wappen der Zunft zur Waag; Blasonierung: In Blau eine goldene Waage mit schrägem Balken

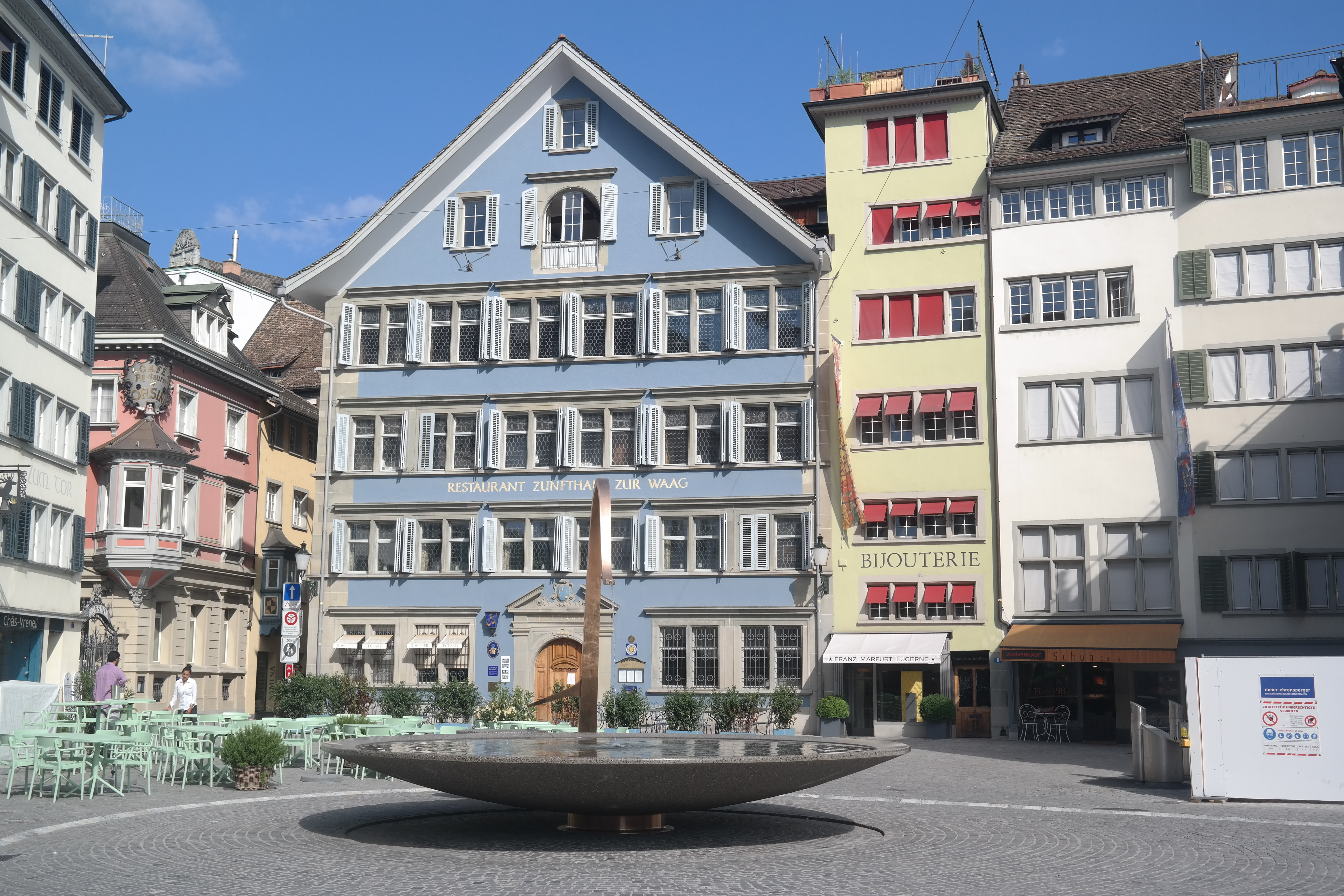
Zunfthaus zur Waag, 2016

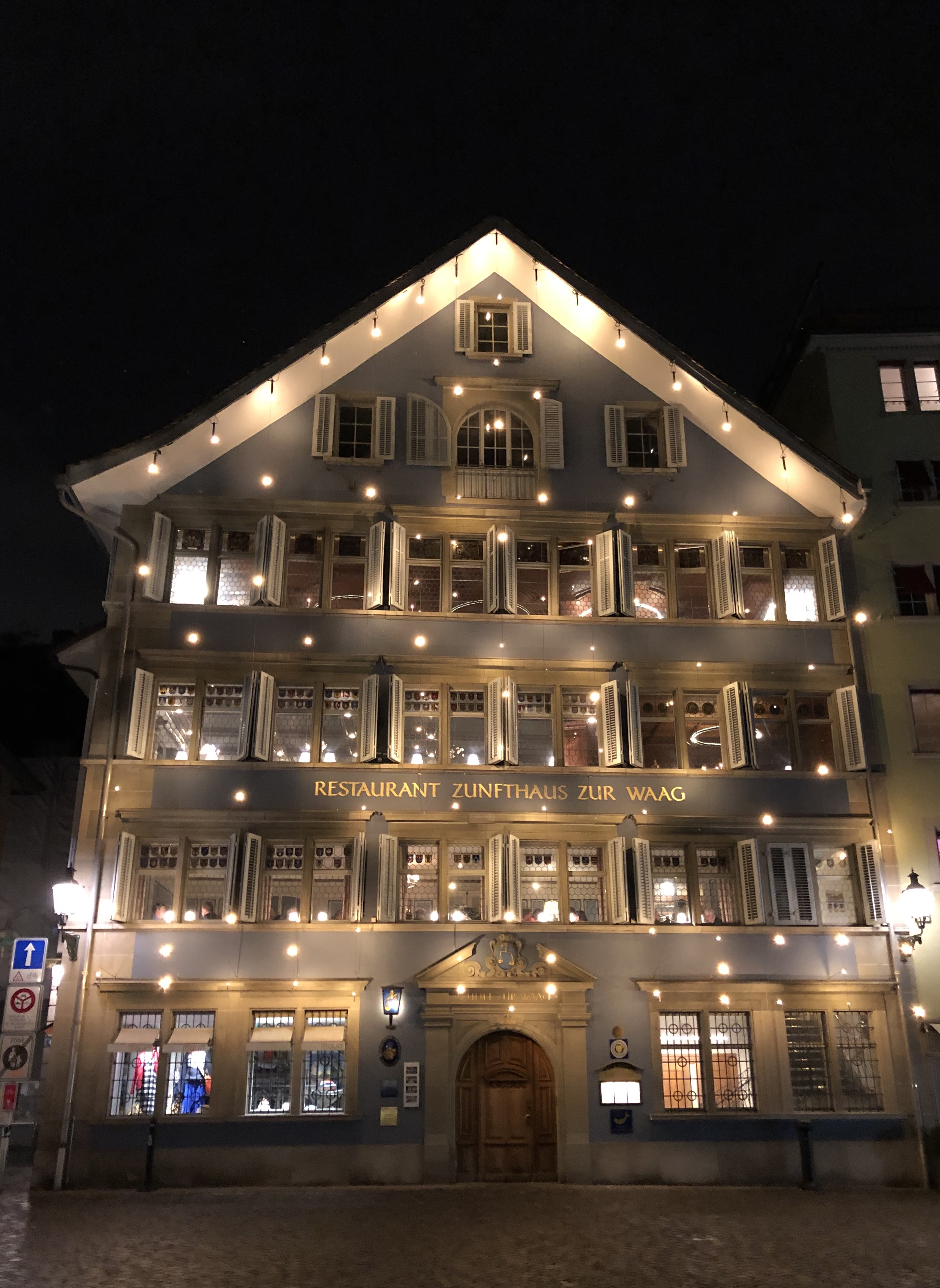
Dezember 2018

Die Zunft zur Waag ist eine der zwölf historischen Zünfte der Stadt Zürich in der Schweiz. Ihr Zunfthaus ist das «Zunfthaus zur Waag» am Münsterhof. In der Zunft zur Waag waren die Wollen- und Leinenweber sowie die Hutmacher und Bleicher vereinigt. Sie wurde 1336 gegründet.

## Geschichte
Den Namen «zur Waag» erhielt die Zunft von ihrem Haus. Es wurde in einem Ratsurteil von 1303 erstmals erwähnt, das den damaligen Besitzern ein Höherbaurecht einräumt. 1315 kaufte Peter Schmid das Haus, ein Arzt oder Apotheker aus Biel im Oberwallis. Der Erwerb stand im Zusammenhang mit der Stiftung einer Pfründe für den Maria-Magdalena-Altar im Grossmünster. Peter Schmid hatte enge Beziehungen zum dortigen Chorherrenstift und zum Fraumünster. Nach seinem Tod 1334 errichtete man aus seinem Vermächtnis in seiner Heimatgemeinde eine Kapelle. Ob der Name des Hauses «zur Waag» auf seinen Beruf als Arzt und Apotheker zurückzuführen ist oder auf den Standort der Marktwaage am Münsterhof, ist unsicher.
«Zur Waag» wird das Haus erstmals 1385 genannt. 22 Mitglieder der Leinenweber erwarben das Haus für 108 Gulden für ihre Zunft; da diese selbst dazu nicht in der Lage war. Nach 1405 galt das «Haus zur Waag» als Trinkstube der Leinenweber. 1440 zogen als Folge der Fusion auch die Wollweber dort ein.
1630 erwarb die Waagezunft das anstossende Haus «zum geilen Mönch» für 800 Gulden. 1636 wurden beide Häuser abgebrochen und an ihrer Stelle wurde bis 1637 das «Zunfthaus zur Waag» am Münsterhof 8 erbaut. 1801, nach Aufhebung der Zunftverfassung, gelangte es durch Kauf an einen Waagzünfter, doch sicherte sich die Zunft das Rückkaufsrecht und die Berechtigung, ihre Versammlungen weiterhin dort abzuhalten. 1828 konnte die Zunft zur Waag ihr angestammtes Haus für 19’000 Gulden zurückkaufen.
Bauliche Veränderungen des späten 18. Jahrhunderts wurden durch Renovationen neuerer Zeit rückgängig gemacht.

## Zunft zur Waag heute
Unter den heute rund 150 Zünftern finden sich nur noch einzelne «Textiler». Um den Bezug zum Handwerk aufrechtzuerhalten, organisiert die Zunft einmal im Jahr einen Handwerkstag, wo die Kandidaten für eine Aufnahme in die Zunft ihr Gesellenstück herstellen können.
Das Zunftleben umfasst neben dem Sechseläuten und dem Martinirechenmahl monatliche Zusammenkünfte im Zunfthaus. Regelmässige Anlässe mit Partnerinnen sind Bestandteil des Jahreskalenders.
Am Sechseläuten tragen die Waagzünfter Biedermeierkostüme der Hutmacher. Ein überdimensionierter Hut am Beginn der Umzugsformation zeigt die Affinität zu diesem Handwerk. Das Weben wird durch einen Wagen symbolisiert, der das hin und her schiessende Webschiffchen zeigt. Die Bleicher zeigen auf einem Wagen eine Wasserstampfi. Am Umzug wird die Zunft zur Waag seit 2014 von der Polizeimusik Zürich-Stadt begleitet.

## Zunfthaus zur Waag heute
Seit 2023 kümmert sich der Pächter Fabian Reinhardt um den Betrieb im Zunfthaus. Heute sind Hochzeiten ein wichtiger Bestandteil des Zunfthauses, ist es doch eines von vier offiziellen Traulokalen der Stadt Zürich.
Der erste Stock wurde 2014 neugestaltet und ist das öffentliche Restaurant im Zunfthaus. Serviert werden traditionelle Gerichte. Die verschiedenen historischen Säle wie der Zunftsaal oder die kleinere Zunftstube können für private oder geschäftliche Veranstaltungen gebucht werden.